# Anastrofe
Een anastrofe of woordomwisseling is een stijlfiguur waarbij de normale syntactische woordvolgorde wordt omgedraaid zonder de betekenis te veranderen. Deze stijlfiguur wordt ook reversio genoemd.

De anastrofe is vooral binnen de poëzie terug te vinden. Daar ondersteunt de stijfiguur het ritme, de rijm, het metrum of andere klankeffecten. Maar ook binnen de prozataal zijn voorbeelden van een anastrofe te vinden om expliciet nadruk te leggen.
Dit kan gebeuren bij een zelfstandig naamwoord en een bijvoeglijk naamwoord, maar ook bij een hulpwerkwoord en een onvoltooid deelwoord. Er zijn ook staande uitdrukkingen die als anastrofe worden aangeduid.
- ach, meisje mijn
- onder de wolken wit
- ik zal het je zien laten
- moedertjelief

Als de anastrofe een omkering van de chronologische volgorde met zich meebrengt dan is er sprake van een hysteron proteron.